# Кутківці (Тернопіль)
Кутківці (пол. Kutkowce) — колишнє село, територія якого тепер входить до складу міста Тернополя і утворює однойменний район.

## Розташування
Кутківці розташовані на пагорбі в західній частині міста. З півночі, сходу та півдня оточені регіональним ландшафтним парком «Загребелля».

## Історія
31 січня 1522 року В. Баворовський отримав за службу від короля Сигізмунда І Старого (1467—1548) як довічний дар обидва береги річки Серет у селах Петриків і Пронятин для того, щоби створити водойму для вирощування риби. 
5 квітня 1540 року Ян Амор Тарновський отримав від короля локаційний привілей на заснування міста (нині Тернопіль) на місці, званому Сопільче. 6 лютого 1545 року король примусив В. Баворовського взамін кількох сіл на Скалатщині відступити Тарновському отримані раніше береги Серету для спорудження ставу на річці. Ймовірно, В. Баворовський відступив Петриків, а брати Чистилівські — також Кутківці та Пронятин. 26 серпня 1547 року Ян Тарновський із сином Яном Кшиштофом отримав село від короля у довічне володіння. Щоб убезпечити Тарнополь (Тернопіль) від татарських нападів, Тарновський 16 травня 1548 року домігся від короля дозволу на утворення біля Пронятина (за іншими даними, біля Кутківців) ставу на Сереті, тобто на місці, де він і нині.
15 січня 1569 року на з'їзді шляхти в Любліні князь Іван-Януш Острозький отримав правом доживоття села Пронятин, Кутківці та Петриків у Теребовельському повіті.
Село, як і Тернопіль, до першої половини XIX століття було в приватних руках. За іншими даними (польського дослідника Вацлава Щиґєльського), село було королівщиною Теребовельського повіту, державцем маєтку був крайчий коронний Юзеф Потоцький (також сусіднього Пронятина). Власник «Тернопільського ключа» Францішек Коритовський набув село після смерті Юзефа Потоцького і його дружини Анни Терези з Оссолінських.
Лише 1843 року тернопільські міщани викупили місто разом з кількома навколишніми селами, які належали до магістрату, в тому числі й Кутківці.
У Географічному словнику Королівства Польського вказано, що Кутківці — це село в Тернопільському повіті (тоді Королівства Галичини та Володимирії у складі Австро-Угорщини). Село знаходилося на відстані 3,7 км від Тернополя.
У селі в межах гміни мешкало 715 осіб, ще 149 — на території маєтку. Тут була греко-католицька церква і парафія. Римо-католики належали до парафії в Тернополі. В селі була однокласова народна школа. Найближче поштове відділення — в Тернополі.
17 травня 1898 року Іван Франко виступав перед мешканцями села.
У міжвоєнний період до 1934 року село утворювало окрему сільську гміну, яка 1 серпня 1934 року в рамках реформи самоврядування на підставі нового закону про самоврядування (23 березня 1933 року) увійшла до нової сільської гміни Янівка (Тернопільський повіт Тарнопольського воєводства).
У 1958 Кутківці приєднано до Тернополя.

## Вулиці
- Петра Батьківського
- Миколи Бенцаля
- Василя Болюха
- Вишнева
- Дарії Віконської
- Глибока Долина
- Золотогірська
- Лісова
- Підгірна
- Покрови
- Приміська
- Тернопільська
- Урожайна
- Хліборобна
- Яблунева

## Релігія

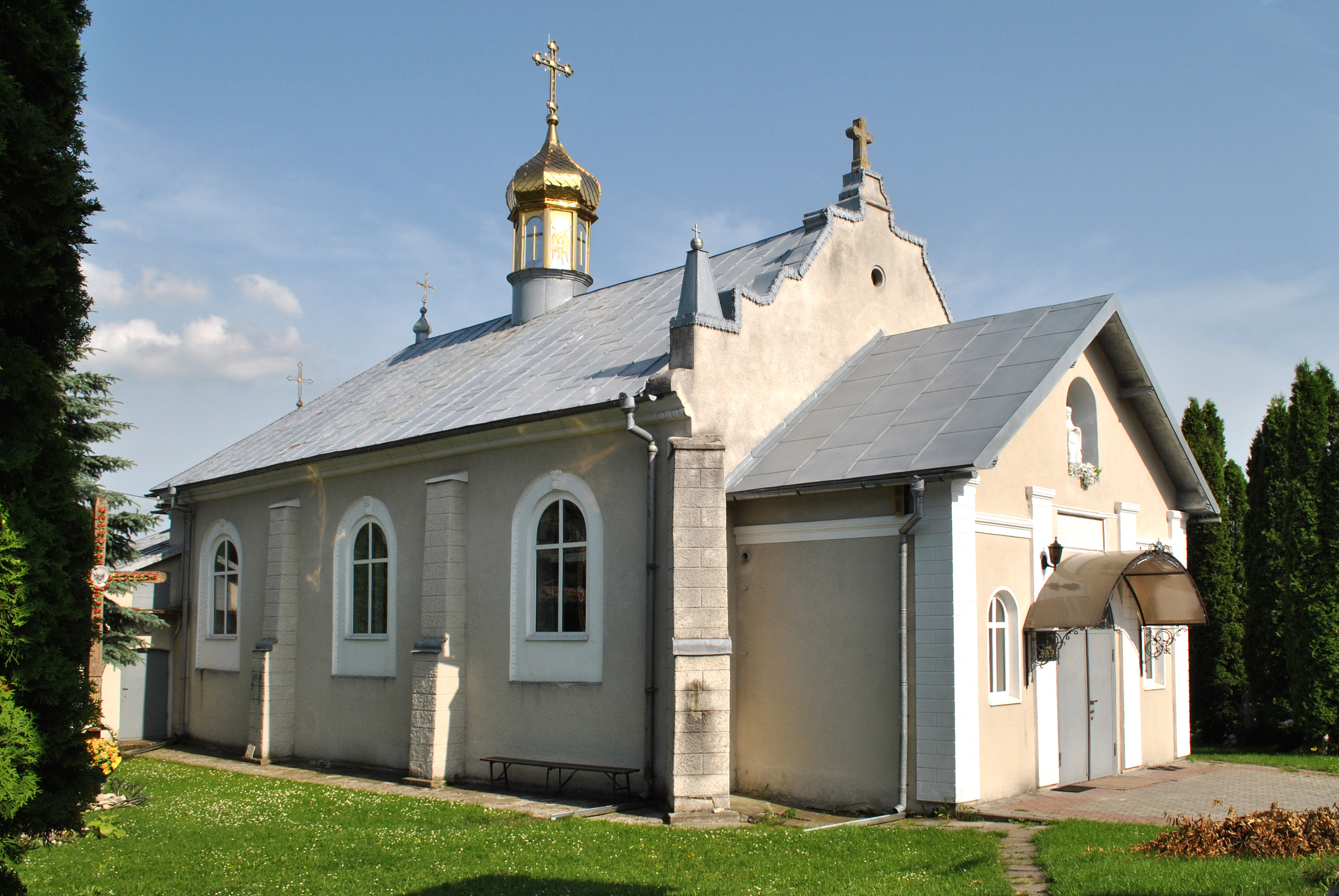
Церква Покрови Пресвятої Богородиці

Є церква Покрови Пресвятої Богородиці (УГКЦ), кілька хрестів, фігур.

## Памʼятники
Споруджено памʼятний хрест на честь святої Тверезості (1874), фігура Матері Божої з Ісусом на руках та фігура святого Миколая з барельєфами святих.

## Інфраструктура
Тут розташована ретрансляційна станція тернопільських радіо- і телеканалів. На півночі є тернопільський дальній пляж.
Діють дитячий садок № 32 (вул. Петра Батьківського, 6), загальноосвітня школа № 25 (вул. Хліборобна, 26), Будинок культури «Кутківці», бібліотека, десятки малих промислових підприємств і торгових закладів.

## Транспорт
З іншими районами Тернополя з'єднаний автобусними маршрутами № 17 (м-н Кутківці — Центральний ринок), № 15 (Вулиця Золотогірська — Проспект Злуки — Східний масив) та № 25 (Вулиця Золотогірська — Східний масив — Проспект Злуки). Є пристань та причали тернопільських теплоходів.

## Відомі люди

### Уродженці
- Володимир Болєщук (нар. 1974) — український економіст, політик, військовик, громадський діяч, учасник російсько-української війни 2014—2017.
- Василь Болюх — перший командант Тернополя в часі ЗУНР.
- Мирослав Болюх — довголітній член ОУН, Закордонного представництва УГВР, член НТШ.
- Володимир Грицай (нар. 1956) — український діяч культури, керівник і диригент «Оркестри Волі».